# Armand Su
Armand Su (Pechino, 19 novembre 1936 – Tientsin, 23 settembre 1990) è stato un poeta ed esperantista cinese.

## Biografia
Nel 1942 inizia a studiare il giapponese, mentre nel 1946 ha i primi approcci con la cultura cinese, europea e americana. Studia anche l’inglese.
La sua prima poesia in cinese viene pubblicata sul giornaletto di Tientsin “Nuova Generazione”. L’incontro con il romanzo “Cuore” di Edmondo De Amicis lo fa appassionare all’Italia e alla sua cultura.
Nel 1948 è redattore di una rivista studentesca da lui stesso fondata e scrive un breve dramma sullo sfondo della guerra cino-giapponese che viene rappresentata in famiglia dai suoi compagni di classe.
Nel 1949 Comincia a leggere le opere degli scrittori cinesi e stranieri classici e moderni. Beethoven diventa il punto di riferimento massimo della sua ispirazione artistica.
Il 1950 è l’anno delle sue prime poesie e dei racconti. Scrive una monografia su Tess dei d'Urberville di Thomas Hardy e si dedica alle prime traduzioni letterarie in cinese. Incontra le opere di Bakunin, Romain Rolland e Theodor Storm.
Inizia a stringere i rapporti con gli stranieri residenti in Cina e approfondisce lo studio di autori occidentali quali Platone, Socrate, Kropotkin, Proudhon, Marx, Schopenhauer e Bacon, intraprendendo in parallelo lo studio del russo.
Nel 1953 viene respinto agli esami scolastici e questo provoca il suo abbandono degli studi, tuttavia intraprende lo studio delle lingue da autodidatta e, nel 1956, comincia a scrivere poesie e critiche d'arte in inglese, francese, italiano, tedesco e russo.
Lo studio dell'italiano viene approfondito sotto la guida dei coniugi Pezzini, che considera alla stregua di genitori adottivi. Tale rapporto rafforza ancor più il legame che Armand Su sente verso l'Italia.
Nel 1956 inizia lo studio dell'esperanto e nel Settembre dello stesso anno scrive una monografia su "Immensee" di Theodor Storm, in tedesco con riassunto in esperanto. Tale manoscritto è conservato al museo internazionale dell'esperanto a Vienna.
Il 1957 è l'anno della sua prima pubblicazione in lingua italiano sul settimanale "Settimo Giorno" di Milano, oltre che del suo approccio con la lingua olandese, portoghese e fiammingo.
Nel 1958 debutta in Germania con una poesia in tedesco pubblicata ad Amburgo e riceve per questo motivo una lettera aperta di lode dall'attore tedesco Dieter Borsche.
il 1960 è l'anno dell'incontro con Adriano Màdaro, con il quale collabora all'interno della rivista polacca "Radar", e che raccoglie tutte le pubblicazioni, le notizie e le fotografia che Armand Su gli invia.
Nel 1961 Adriano Màdaro pubblica in Italia il primo articolo sulla sua poesia ("La lirica di Armand Su - Riflessi, Treviso). Gli anni 60 sono caratterizzati dalla pubblicazione delle opere di Armand Su in Svezia, Danimarca, Polonia, Inghilterra, Germania, Australia, Francia, Giappone, Bulgaria e Olanda.

### Il carcere
Accusato di attività "controrivoluzionaria" a causa dei suoi appassionati studi internazionalisti e per i suoi rapporti culturali con l'estero, il 20 aprile 1968 viene processato e condannato a vent'anni di carcere. Nel 1979 il presidente Hua Guofeng rivede criticamente gli eccessi della Rivoluzione Culturale e Armand Su viene completamente riabilitato e messo in libertà.

## Opere in italiano
- Poesie dalla Cina, Quarto d'Altino, Rebellato Editore, 1979.